# Estação Ecológica do Rio Ronuro
A Estação Ecológica Rio Ronuro é uma estação ecológica do estado de Mato Grosso, Brasil. Protege uma área de contato entre a floresta amazônica, ao norte, e a floresta semidecídua do Cerrado, ao sul. Desde que foi criado em 1998, seu tamanho foi reduzido e sofreu um desmatamento significativo.

## História
A Estação Ecológica Rio Ronuro foi criada em 23 de abril de 1998 pelo estado de Mato Grosso para proteção do meio ambiente, com área de cerca de 131 795 hectares, no município de Nova Ubiratã, Mato Grosso. O Parque Indígena do Xingu fica ao nordeste da unidade. Em 20 de abril de 2005, a assembleia legislativa estadual reduziu a área para 102 mil hectares. O conselho consultivo foi formado em 12 de abril de 2010. A unidade de conservação é apoiada pelo Programa Áreas Protegidas da Região Amazônica.

## Ambiente
A Estação Ecológica Rio Ronuro (ESEC) fica na bacia do rio Xingu e é drenada pelos rios Santo Cristo, Hinternam, Von Den Steinen e Ronuro. Está no bioma Amazônia. A unidade fica em uma área de clima equatorial com estação seca no inverno. As temperaturas médias estão acima 25 °C. A precipitação média anual é de cerca de dois mil milímetros. A paisagem é relativamente plana. A ESEC estaria no proposto Corredor Ecológico dos Ecótonos da Amazônia Meridional.
38% da ESEC é coberta por formações pioneiras e 62% por floresta madura, incluindo floresta amazônica submontana aberta ao norte, floresta estacional semidecídua de Cerrado ao sul e zona de contato entre esses biomas. As espécies encontradas na unidade incluem ariranha (Pteronura brasiliensis), jacaré-açu (Melanosuchus niger), lobo-guará (Chrysocyon brachyurus), onça-parda (Puma concolor), onça-pintada (Panthera onca), tamanduá-bandeira (Myrmecophaga tridactyla) e tatu-gigante (Priodontes). máximo). A fauna endêmica rara inclui catitas (espécie marmosa) e sauiás (espécie proechimys).

## Desafios
A unidade está ameaçada pela extração ilegal de madeira, desmatamento para agricultura, caça indiscriminada e queimadas. Até 2002, 15% da unidade estava desmatada. Em 2005, esse número subiu para 20%. Um estudo de 2014 sobre dez áreas protegidas em Mato Grosso, Rondônia e Pará cujo tamanho foi reduzido desde a criação, incluindo a Estação Ecológica do Rio Ronuro, concluiu que a redução da área acelerou o processo de desmatamento.